# Équipe du Malawi de football
Cet article traite de l'équipe masculine. Pour l'équipe féminine, voir Équipe du Malawi féminine de football.
Actualités
L'équipe de Malawi de football est constituée par une sélection des meilleurs joueurs malawites sous l'égide de la Fédération du Malawi de football.
L'équipe a participé à deux reprises à la Coupe d'Afrique des nations.

## Histoire

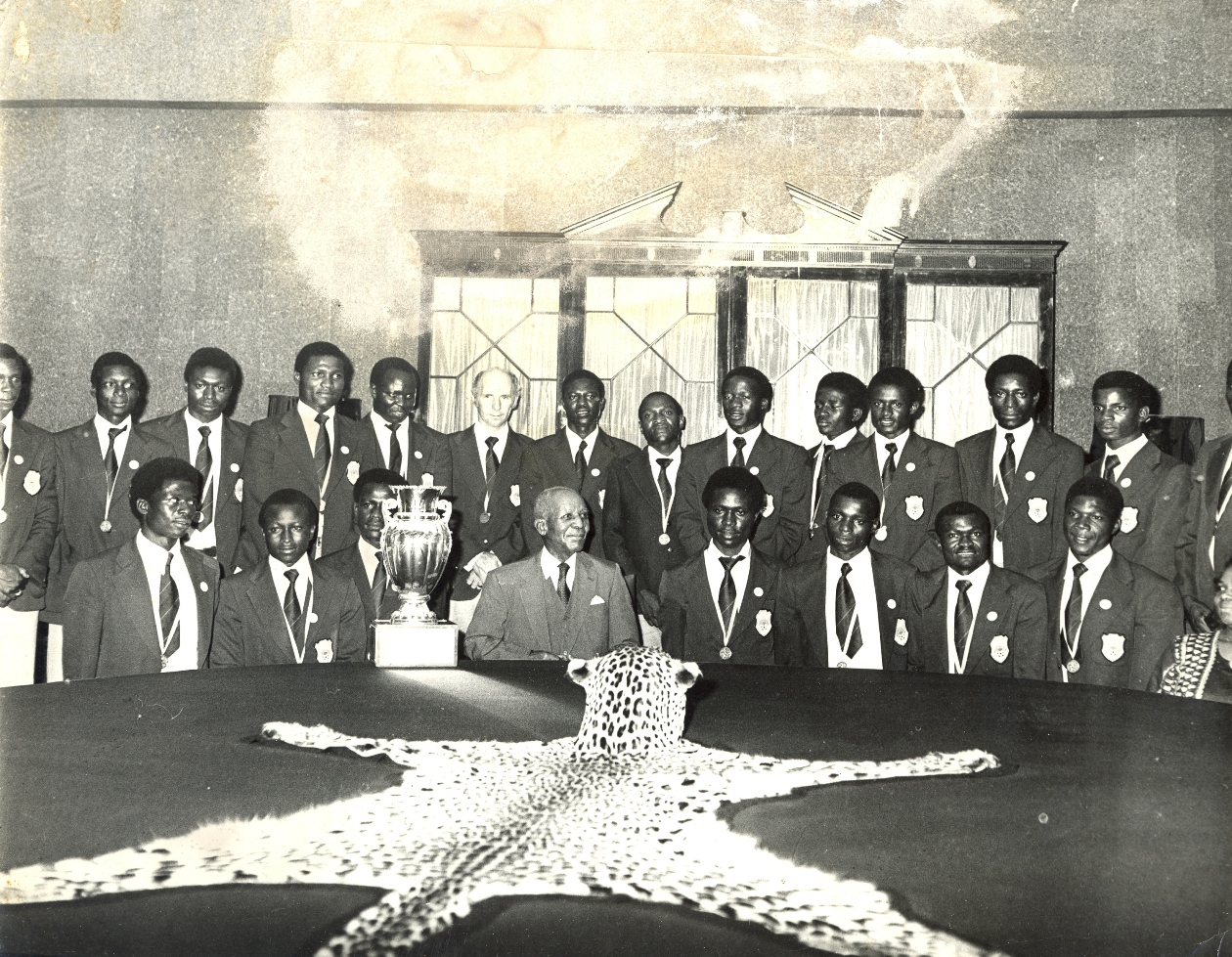
L'équipe de 1978 autour du Président Hastings Kamuzu Banda.

## Classement FIFA
| Année              | 1993 | 1994 | 1995 | 1996 | 1997 | 1998 | 1999 | 2000 | 2001 | 2002 | 2003 | 2004 | 2005 | 2006 | 2007 | 2008 | 2009 | 2010 | 2011 | 2012 | 2013 | 2014 | 2015 | 2016 | 2017 | 2018 |
| ------------------ | ---- | ---- | ---- | ---- | ---- | ---- | ---- | ---- | ---- | ---- | ---- | ---- | ---- | ---- | ---- | ---- | ---- | ---- | ---- | ---- | ---- | ---- | ---- | ---- | ---- | ---- |
| Classement mondial | 67   | 82   | 89   | 88   | 97   | 89   | 114  | 113  | 120  | 95   | 105  | 109  | 106  | 104  | 138  | 104  | 99   | 86   | 94   | 111  | 116  | 90   | 109  | 103  | 125  | 130  |

## Sélection actuelle
Mise à jour le 23 juillet 2024
| N°         | Nom                | Date de naissance | Sélections (buts) | Club                |
| ---------- | ------------------ | ----------------- | ----------------- | ------------------- |
| Gardiens   |                    |                   |                   |                     |
| 12         | George Chikooka    | 4 avril 1997      | 2 (0)             | Silver Strikers     |
| 22         | Innocent Nyasulu   | 16 avril 1997     | 2 (0)             | Big Bullets         |
| 1          | Brighton Munthali  | 11 décembre 1997  | 23 (0)            | Black Leopards      |
| Défenseurs |                    |                   |                   |                     |
| 19         | Lawrence Chaziya   | 19 août 1998      | 14 (2)            | Mighty Wanderers FC |
| 3          | McDonald Lameck    | 10 octobre 1998   | 2 (0)             | Silver Strikers     |
| 4          | Tatenda M'Balaka   | 31 mars 2002      | 5 (0)             | -                   |
| 17         | Precious Sambani   | 21 mai 1998       | 14 (1)            | Big Bullets         |
| 13         | Denis Chembezi     | 15 janvier 1997   | 36 (0)            | Al Qasim            |
| 8          | Nickson Mwase      | 20 février 1997   | 10 (0)            | Silver Strikers     |
| 14         | Maxwell Paipi      | 20 novembre 2001  | 0 (0)             | Silver Strikers     |
|            | Stanley Sanudi     | 2 février 1995    | 49 (1)            | Mighty Wanderers FC |
| Milieux    |                    |                   |                   |                     |
| 11         | John Banda         | 20 avril 1993     | 38 (6)            | UD Songo            |
| 6          | Robert Saizi       | 5 juillet 2003    | 9 (1)             | Zanaco FC           |
| 23         | Chikondi Kamanga   | 29 janvier 1998   | 3 (0)             | Silver Strikers     |
| 7          | Wisdom Mpinganjira | 8 juillet 2002    | 7 (0)             | Mighty Wanderers FC |
| 18         | Blessings Singini  | 19 juillet 1995   | 1 (0)             | Mighty Wanderers FC |
| 20         | Lloyd Aaron        | 8 janvier 2003    | 12 (0)            | Big Bullets         |
| -          | Chimwemwe Idana    | 7 septembre 1998  | 39 (0)            | Silver Strikers     |
| 2          | Patrick Macheso    | 7 mai 1997        | 2 (0)             | -                   |
|            | Patrick Mwaungulu  | 18 mai 2002       | 11 (1)            | Big Bullets         |
| Attaquants |                    |                   |                   |                     |
| 10         | Chawanangwa Kaonga | 5 janvier 1995    | 17 (4)            | Zanaco FC           |
| 15         | Chifundo Mphasi    | 17 octobre 2004   | 11 (2)            | Shamuel FC          |
| 16         | Zeliat Nkhoma      | 22 octobre 1993   | 1 (0)             | Kamuzu Barracks     |
|            | Henri Kumwenda     | 15 mai 2002       | 3 (0)             | Bulldogs de Butler  |
|            | Lanjesi Nkhoma     | 27 mai 2002       | 12 (2)            | Big Bullets         |

## Palmarès

### Parcours enCoupe du monde
| Année | Position    |      | Année             | Position |                   | Année | Position |
| 1930  | Non inscrit | 1970 | Non inscrit       | 2002     | Tour préliminaire |       |          |
| 1934  | Non inscrit | 1974 | Non inscrit       | 2006     | Tour préliminaire |       |          |
| 1938  | Non inscrit | 1978 | Tour préliminaire | 2010     | Tour préliminaire |       |          |
| 1950  | Non inscrit | 1982 | Tour préliminaire | 2014     | Tour préliminaire |       |          |
| 1954  | Non inscrit | 1986 | Tour préliminaire | 2018     | Tour préliminaire |       |          |
| 1958  | Non inscrit | 1990 | Tour préliminaire | 2022     | Tour préliminaire |       |          |
| 1962  | Non inscrit | 1994 | Forfait           | 2026     | À venir           |       |          |
| 1966  | Non inscrit | 1998 | Tour préliminaire |          |                   |       |          |

### Parcours enCoupe d'Afrique
| Année | Position          |      | Année             | Position |                    | Année | Position |
| 1957  | Non inscrit       | 1982 | Tour préliminaire | 2006     | Tour préliminaire  |       |          |
| 1959  | Non inscrit       | 1984 | 1er tour          | 2008     | Tour préliminaire  |       |          |
| 1962  | Non inscrit       | 1986 | Tour préliminaire | 2010     | 1er tour           |       |          |
| 1963  | Non inscrit       | 1988 | Non inscrit       | 2012     | Tour préliminaire  |       |          |
| 1965  | Non inscrit       | 1990 | Tour préliminaire | 2013     | Tour préliminaire  |       |          |
| 1968  | Non inscrit       | 1992 | Non inscrit       | 2015     | Tour préliminaire  |       |          |
| 1970  | Non inscrit       | 1994 | Tour préliminaire | 2017     | Tour préliminaire  |       |          |
| 1972  | Non inscrit       | 1996 | Tour préliminaire | 2019     | Tour préliminaire  |       |          |
| 1974  | Non inscrit       | 1998 | Tour préliminaire | 2021     | Huitième de finale |       |          |
| 1976  | Tour préliminaire | 2000 | Tour préliminaire | 2023     | Tour préliminaire  |       |          |
| 1978  | Tour préliminaire | 2002 | Tour préliminaire | 2025     | À venir            |       |          |
| 1980  | Non inscrit       | 2004 | Tour préliminaire | 2027     | À venir            |       |          |

### Parcours enChampionnat d'Afrique
- 2009 : Tour préliminaire
- 2011 : Tour préliminaire
- 2014 : Tour préliminaire
- 2016 : Tour préliminaire

## Autres compétitions
- Finaliste de la Coupe COSAFA en 2002 et en 2003

## Liste des sélectionneurs du Malawi
- Jack Chamangwana (1998–1999)
- Young Chimodzi (1999–2000)
- Kim Splidsboel (2000–2002)
- Alan Gillett (2003, Manager)
- Edington Ng'onamo (2003–2004, Manager)
- John Kaputa (2004)
- Yassin Osman (2004–2005)
- Michael Hennigan (2005, Manager)
- Burkhard Ziese (2005–2006)
- Kinnah Phiri (2006–2007, Manager)
- Stephen Constantine (2007–2008)
- Kinnah Phiri (2009–2012)
- Edington Ng'onamo (2012–2013, Manager)
- Tom Saintfiet (2013, Manager)
- Young Chimodzi (2014–2015)
- Ernest Mtawali (2015–2016, Manager)
- Ramadhan Nsanzurwimo (2016–2017, Manager)
- Gerald Phiri (2017,  Manager)
- Ronny Van Geneugden (avril 2017-mars 2019)
- Meke Mwase (juin 2019-???)
- Callisto Pasuwa (depuis février 2025)